# Horné Mýto
Horné Mýto este o comună slovacă, aflată în districtul Dunajská Streda din regiunea Trnava. Localitatea se află la altitudinea de 113 m deasupra n.m., se întinde pe o suprafață de 12,11 km2 și în 2017 număra 915 locuitori.

## Istoric
Localitatea Horné Mýto este atestată documentar din 1406.

## Demografie
| An:                | 1994 | 2004   | 2014   | 2024   |
| ------------------ | ---- | ------ | ------ | ------ |
| Număr de persoane: | 945  | 977    | 959    | 925    |
| Diferență:         |      | +3,38% | −1,84% | −3,54% |

| An:                | 2023 | 2024   |
| ------------------ | ---- | ------ |
| Număr de persoane: | 908  | 925    |
| Diferență:         |      | +1,87% |